# Двенадцать греческих мастеров
Двенадцать греческих мастеров — православные святые, почитаемые в лике преподобных, чьи мощи находятся в Ближних (Антониевых) пещерах Киево-Печерской лавры. Их считают греческими мастерами, которые, согласно Киево-Печерского патерику, по чудесному зову Богородицы пришли из Константинополя для постройки и украшения Успенской церкви монастыря. Память этих святых совершается (по юлианскому календарю) 14 февраля и 28 сентября (Собор преподобных отцов Киево-Печерских Ближних пещер).
Патерик сообщает о двух приходах мастеров в Киев. Первые четыре мастера пришли до начала закладки Успенской церкви (то есть до 1073 года). Придя к преподобным Антонию и Феодосию, они спросили, где те хотят строить церковь, и услышав ответ, что место ещё не определено, возмутились, сказав «дали Вы нам столько злата, а места не знаете, где строить церковь». Преподобные, собрав всю монастырскую братию, начали расспрашивать греков и услышали от них следующее:
Однажды, когда мы еще спали в домах своих, рано, на восходе солнца, пришли к каждому из нас благообразные скопцы, говоря: «Зовёт вас Царица во Влахерну». Когда мы пошли, взяв с собою друзей и ближних своих, то пришли все в одно время и рассудили, что одно и то же повеление Царицы слышал каждый из нас и одни и те же посланцы были у нас. И вот увидели мы Царицу и множество воинов при ней, мы поклонились Ей, и Она сказала нам: «Хочу церковь построить себе на Руси, в Киеве, повелеваю же это вам, возьмите золота себе на три года». Мы же, поклонившись, сказали: «О Госпожа Царица! В чужую страну посылаешь ты нас, — к кому мы там придём?» Она же сказала: «К ним посылаю, к Антонию и Феодосию». Мы же сказали: «Зачем же, Госпожа, на три года золота даёшь нам? Им и прикажи о нас, чтобы на пропитание от них нам было потребное, а одаришь нас, чем Сама захочешь». Царица же сказала: «Сей Антоний, только благословив, отойдёт из этого мира на вечный покой, а сей Феодосий через два года после него отойдёт ко Господу. Вы же возьмите золота с избытком, а что до того, чтобы почтить вас, то не может так никто, как я: дам вам, чего и ухо не слыхало и что на сердце человеку не всходило. Я и Сама приду посмотреть церковь и в ней буду жить».
Затем Царица дала им мощи мучеников Артемия и Полиевкта, Леонтия, Акакия, Арефы, Иакова, Феодора, чтобы положить в основание церкви, показала на небе образ будущей церкви, а на вопрос, как назвать её, сказала — «Богородицына будет церковь». Также Она дала им икону, указав поставить её в церкви наместной.
Вторая группа мастеров-иконописцев пришли к игумену Никону спустя десять лет после смерти Антония и Феодосия, однако заявили, что получили от них плату за роспись небольшой церкви, а Успенская слишком велика, и они хотят отдать золото и уйти. Никон сказал им, что преподобные уже скончались, показал грекам их изображения, и те признали в них заказчиков росписи, с которыми они вели торг. Мастера рассказали, что образ церкви неоднократно являлся им по дороге из Константинополя. Видя её размеры, они хотели повернуть обратно, но буря останавливала их, а потом ими был услышан голос, исходивший от явившейся им наместной иконы:
Люди, зачем напрасно мечетесь, не покоряясь воле Сына Моего и Моей; если не послушаетесь Меня и захотите бежать,— я возьму всех вас и прямо в ладье поставлю в церкви Моей. И то знайте, что вы оттуда не выйдете, но, в монастыре Моём постригшись, там и скончаетесь, и я вам дарую милость в будущем веке ради строителей этой церкви, Антония и Феодосия.
Патерик сообщает, что все мастера приняли постриг, остались в монастыре, а после смерти были «положены в своём притворе; свиты их и ныне лежат на полатях, и книги их греческие хранятся в память такого чуда».

## Интересный факт
В  Печерском патерике говорится, что среди мастеров принёсших мозаичный материал и оставшихся строить и украшать  собор, были абхазы.